# Johann Friedrich Caspar von Neuhoff zu Rauschenburg
 (septembre 2020).
Johann Friedrich Caspar von Neuhoff zu Rauschenburg, est un officier allemand, cousin germain de Théodore de Neuhoff, roi de Corse, et l'un des derniers à avoir défendu le royaume indépendant de Corse contre les troupes françaises commandées par la marquis de Maillebois. 

## Biographie
Johann Friedrich Caspar von Neuhoff,  seigneur de  Rauschenburg, à Olfen sur la Lippe est un officier allemand, cousin germain du roi des Corses Théodore de Neuhoff. 
Muni d'un brevet de colonel délivré par Théodore, il débarque sur la plage d'Alistro le 19 avril 1739, pour organiser la résistance aux troupes françaises et préparer les conditions d'une nouvelle tentative de retour du Roi. 
Engagé dans le combat contre les troupes du marquis de Maillebois, en Balagne et en Castagniccia, il passe dans le Delà-des-Monts, après la reddition des chefs du Deçà. Il fait alors partie des derniers patriotes corses qui, rassemblés dans la pieve de Zicavo, résistent à Maillebois jusqu'à l'été 1740.
Contraint à la reddition, il obtient un sauf-conduit pour Livourne délivré par les autorités françaises .
Accueilli en Toscane alors placée sous l'autorité du Grand-duc François de Lorraine, époux de Marie de Marie-Thérèse d’Autriche, il obtient un brevet de lieutenant dans les troupes impériales. 
En février 1743, dans le cadre de la guerre de Succession d'Autriche, il embarque avec Théodore 1er sur l’escadre anglaise du  vice-amiral Matthews,  en accord avec le général baron impérial Johann Ernst von Breitwitz, chef des troupes grand-ducales. 
En octobre 1753, il encore est mentionné comme capitaine d'une compagnie du "second régiment de Sa Majesté Impériale" (François Ier, Empereur du Saint-Empire, Grand-Duc de Toscane).
Probablement mort en Toscane à une date non encore établie.